# Willow (Alaska)
Willow és una concentració de població designada pel cens dels Estats Units a l'estat d'Alaska. Segons el cens del 2000 tenia 1.658 habitants.

## Demografia
Segons el cens del 2000, Willow tenia 1.658 habitants, 654 habitatges, i 438 famílies La densitat de població era de 0,9 habitants/km².
Dels 654 habitatges en un 32% hi vivien nens de menys de 18 anys, en un 56,6% hi vivien parelles casades, en un 5,5% dones solteres, i en un 33% no eren unitats familiars. En el 25,8% dels habitatges hi vivien persones soles el 4,9% de les quals corresponia a persones de 65 anys o més que vivien soles. El nombre mitjà de persones vivint en cada habitatge era de 2,54 i el nombre mitjà de persones que vivien en cada família era de 3,08.
Per edats la població es repartia de la següent manera: un 27,9% tenia menys de 18 anys, un 5,4% entre 18 i 24, un 27,9% entre 25 i 44, un 29,2% de 45 a 60 i un 9,6% 65 anys o més.
L'edat mediana era de 40 anys. Per cada 100 dones de 18 o més anys hi havia 119,3 homes.
La renda mediana per habitatge era de 38.906 $ i la renda mediana per família de 41.944 $. Els homes tenien una renda mediana de 42.188 $ mentre que les dones 29.792 $. La renda per capita de la població era de 22.323 $. Aproximadament el 15,3% de les famílies i el 22,1% de la població estaven per davall del llindar de pobresa.

## Poblacions més properes
El següent diagrama mostra les poblacions més properes.